# Bengáli díszcsík
A bengáli díszcsík (Botia dario) a sugarasúszójú halak (Actinopterygii) osztályának pontyalakúak (Cypriniformes) rendjébe, ezen belül a Botiidae családjába tartozó faj.

## Előfordulása
A bengáli díszcsík előfordulási területe Ázsia déli része. Indiában és Bangladesben őshonos. Beszámolók szerint Bhutánban is megtalálható.

## Megjelenése
Ez a halfaj elérheti a 15,1 centiméteres hosszúságot is.

## Életmódja
Trópusi és édesvízi halfaj, amely a 23-26 Celsius-fokos vízhőmérsékletet és a 6,5-7,5 pH értékű vizet kedveli. A tiszta vizű, hegyi patakok lakója; itt a patakmedrek fenekének a közelében tartózkodik.

## Felhasználása
Ipari mértékben tenyésztik és kereskednek a bengáli díszcsíkkal.

## Képek

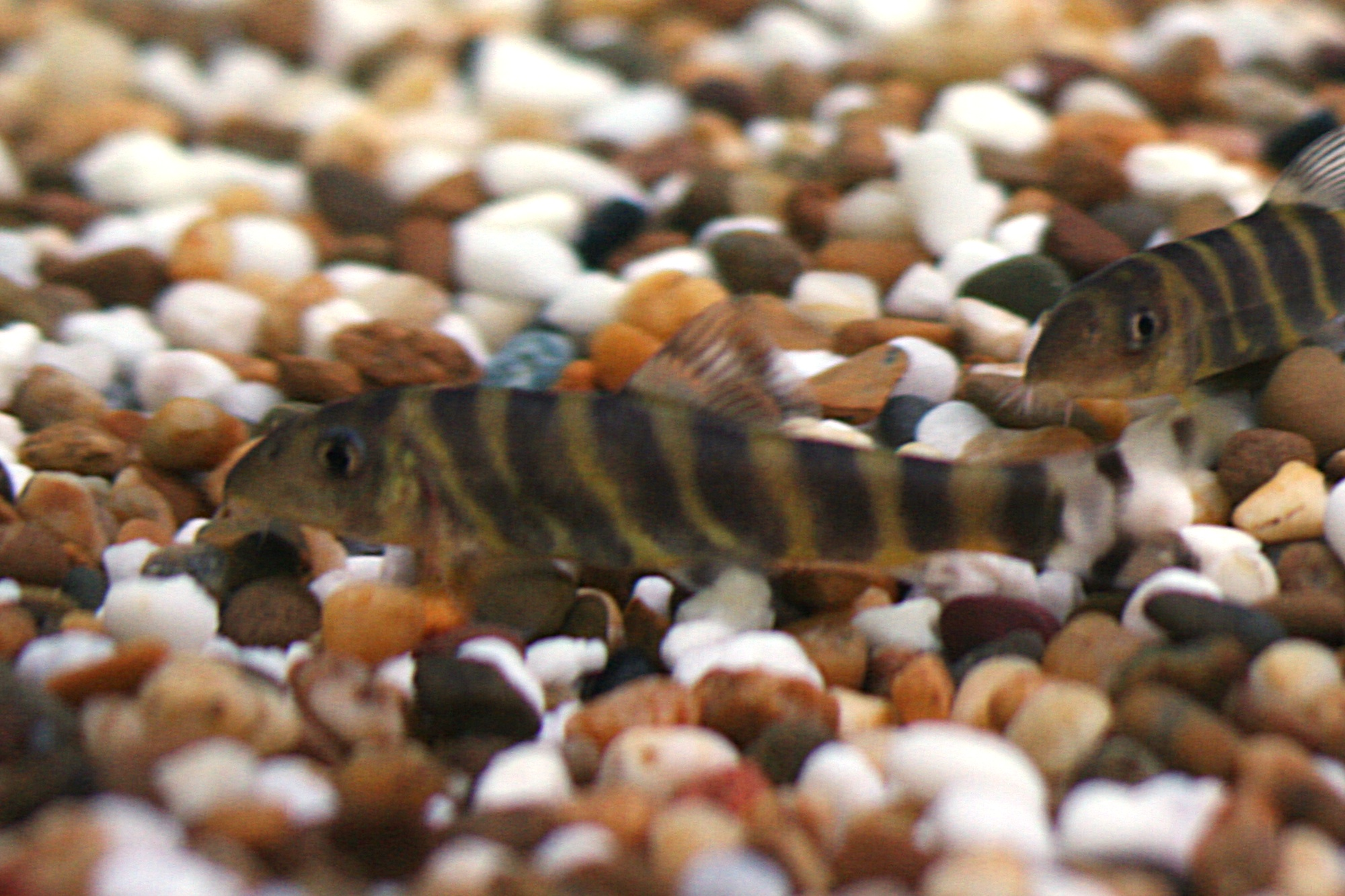
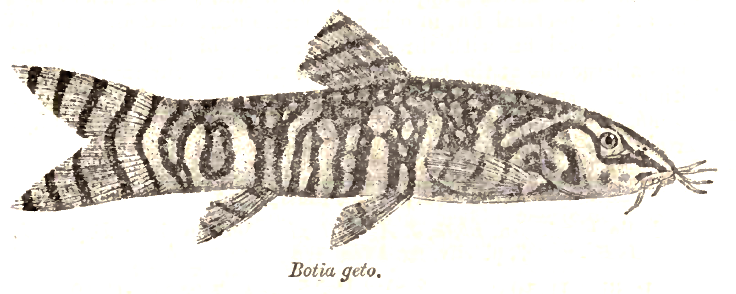
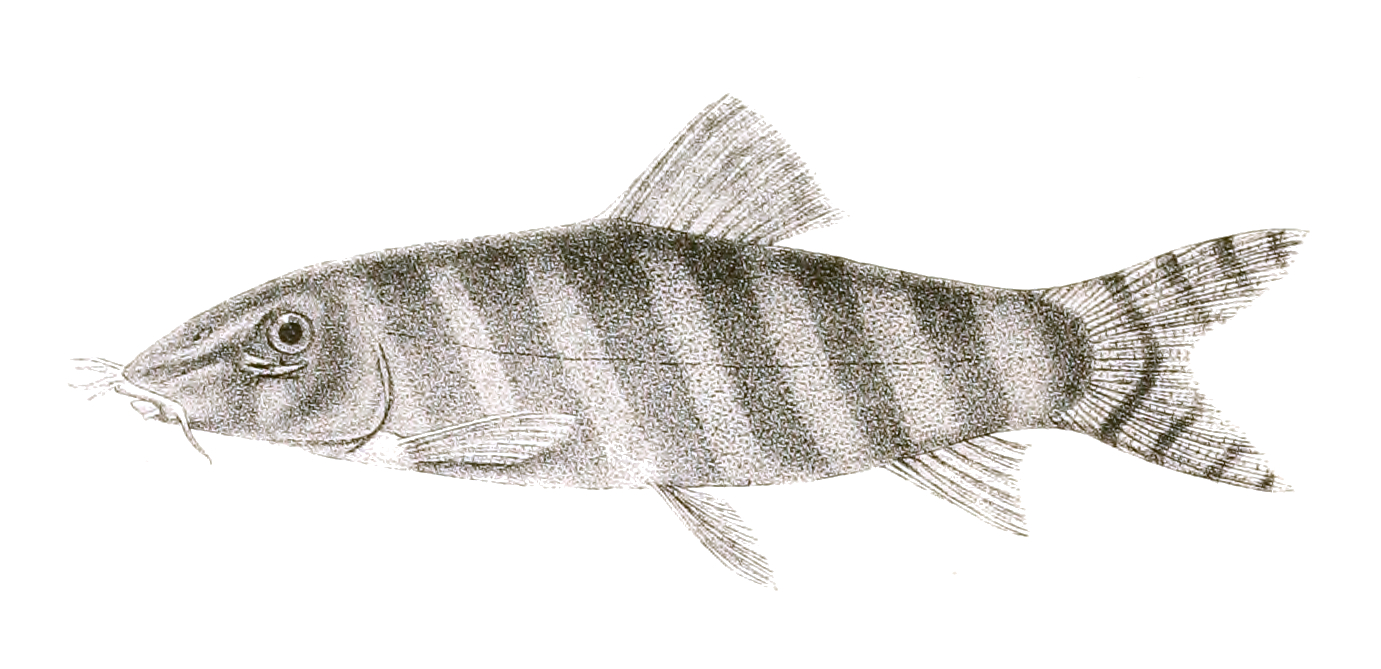